# سلم الصاري

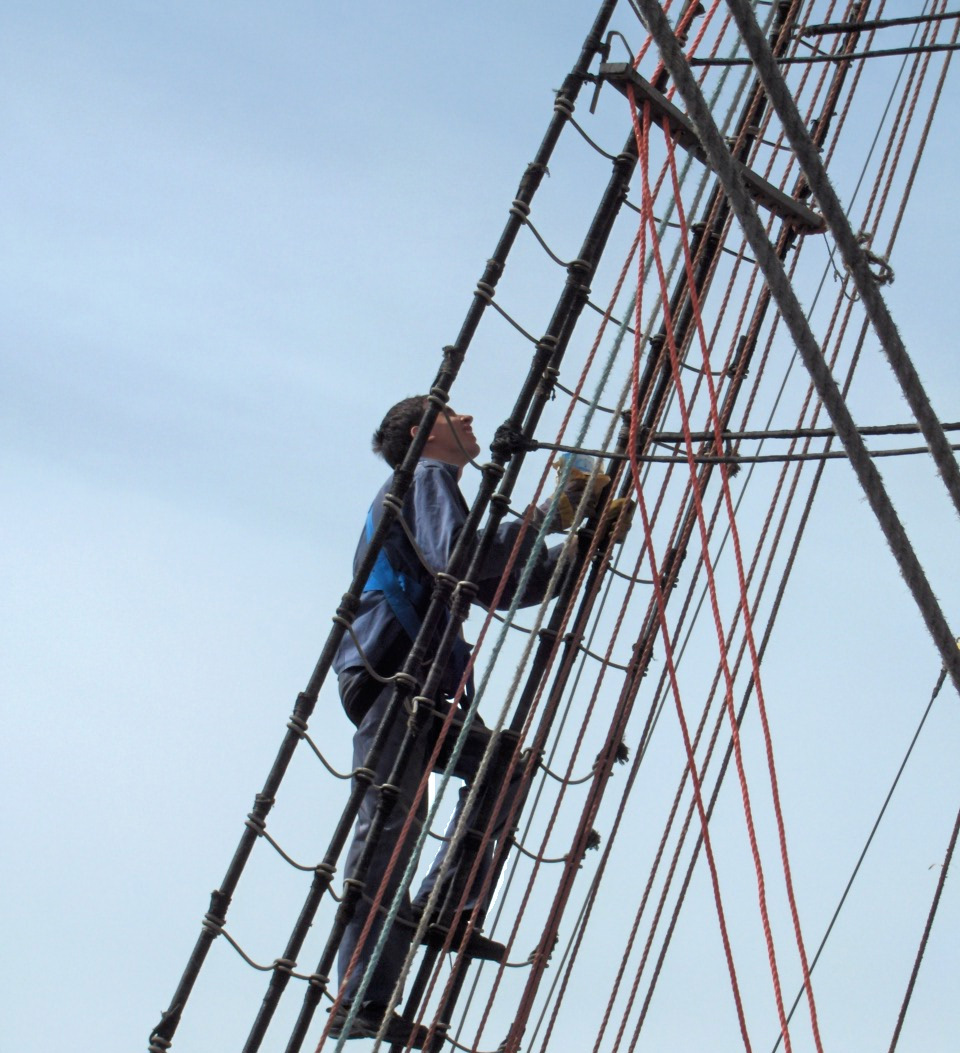
صعود سلم الصاري

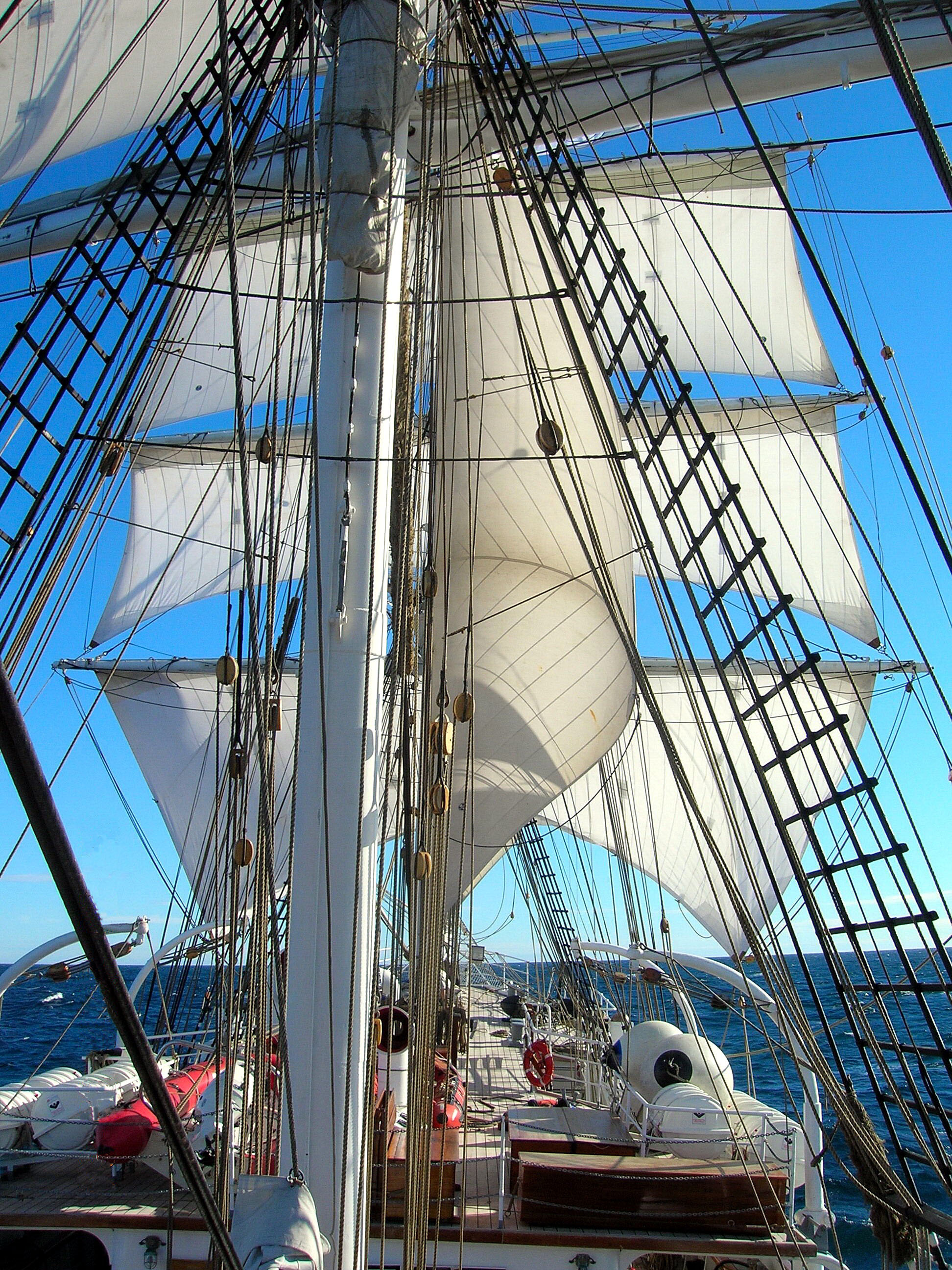
سلم صاري من الخشب

سلم الصاري أو الكَرّ أو موطئ القدم هو حبال رفيعة ترتبط بين حبال الصاري في السفينة الشراعية لتشكيل سلم. وجدت على جميع السفن ذات الأشرعة المربعة، كما تظهر أيضًا على السفن الأخرى للمساعدة في إصلاح الأشرعة في الأعلى أو إجراء مراقبة من الأعلى. غالبا ما تكون الدرجات السفلى من ألواح من الخشب للحصول على الثبات حيث المسافة بين حبال الصاري هناك تكون كبيرة.